# الاثنين الأسود (1987)

مخطط يوضح أسعار أسهم داو جونز في الفترة بين يوليو 1987 ويناير 1988.

الاثنين الأسود هو الاسم المرتبط بالانهيار المفاجئ الحاد للاسواق العالمية . يسمى في نيوزيلندا واستراليا ( بالثلاثاء الاسود نظرا لفرق التوقيت ) .
أكبر 23 سوق مالي بالعالم تعرض لسقوط حاد جدا بالاسهم . 8 اسواق هبطت بين 20-30٪؜، 3 اسواق هوت 30-40٪؜ وثلاثة اسواق سقطت باكثر من 40٪؜ . البنك الفيدارلي الأمريكي والبنك المركزي الياباني والألماني قرر ضخ سيوله ضخمة جدا في مخاطره نوعية لاجل عدم خلق شلل في الاسواق العالمية.

## البداية
منذ عام 1982 وحتى الذروة في أغسطس 1987، ازدهر السوق الأمريكي والاسواق العالمية بشكل لافت جدا . حيث ارتفع مؤشر الداو جونز من 776 نقطة إلى 2722 نقطة، وكان معدل ارتفاع ونمو أكبر 19 سوق مالي في العالم هو 300٪؜ في تلك الفترة .
في صباح يوم الأربعاء 14 أكتوبر 1987، قرر مجلس الشيوخ ومجلس النواب الأمريكي قراراً بالغاء التخفيض الضريبي على عمليات الدمج المالي للشركات والشراء عبر الرافعات المالية، كما تم الإعلان في نفس اليوم من قبل وزاره التجارة الأمريكية عن زياده في العجز بالميزان التجاري الأمريكي الذي يؤثر سلبا على قوة الدولار والذي يؤدي بالتالي إلى رفع سعر الفائدة الذي ينعكس بالنهاية على الضغط السبلي لسوق الاسهم حيث تصبح تكلفة الاقتراض لشراء الاسهم عالية وبالتالي تبدأ عمليات البيع على الاسهم.
في ذلك اليوم هبط الداو جونز 95 نقطة (3.8٪؜) إلى 2412 نقطة . في صباح اليوم التالي 15 أكتوبر هبط الداو جونز 58 نقطة (2.4٪؜) . في يوم الجمعة 16 أكتوبر، هبط مؤشر داو جونز 108 نقاط (4.6٪؜) و اغلق في جلسة نهاية الاسبوع عند مستوى 2246 نقطة .
علما ان السوق المالي الأمريكي قد اغلق جلسته الاسبوعية . إلا ان عمليات البيع الكثيفة استمرت داخل مكاتب الوساطة المالية بين العملاء خارج إطار التنفيذ عبر منصة التداول الرسمية . و نظرا لكميات البيع الكثيفة، لم تستطع مكاتب الوساطة ان تدفع لزبائنها البائعين قيمة العقود المباعه نظرا لقلة السيولة المتوفره نظرا لان العقود كانت تتم بين الوسطاء إلا ان يفتح السوق المالي يوم والاثنين و تتم العمليات بشكل رسمي ويتم تحويل الاموال عبر البنوك بين الوسطاء .
في صباح يوم الاثنين 19 أكتوبر 1987 . كانت هنالك مئات الالاف من طلبات البيع تتنظر ان يفتح السوق المالي. كان هنالك عدم توزان كبير بين كمية عرض البيع وكمية طلبات الشراء . و كانت القوانين في تلك الفترة تسمح لكبار الوسطاء الماليين بتأخير وتعليق التداول على أي سهم في حال كان هنالك عدم توازن بين طلبيات البيع والشراء . فتم تعليق تداول 95 سهم في سوق s&p 500 , كما تم تعليق تداول 11 شركة من اصل أكبر 30 شركة في سوق الداو جونز . ذلك ادى إلى فزع بين العملاء مما ادى إلى تكثيف طلبات البيع بشكل أكبر لتصبح بملايين الطلبات واختفت من الشاشة معظم طلبات الشراء لخوف المستثمرين .
هوى الداو جونز 508 نقاط (23٪؜) و يعتبر أكبر هبوط لداو الجونز في الفترة الحديثة.
سوق ناسداك لم يهوي سوى 11٪؜ ليس بسبب قلة طلبات البيع وانما برنامج تداول الاسهم لناسداك تعطل معظم اليوم نظرا للكم الهائل من طلبات البيع وعدم قدرة الحواسيب على تصنيف الطلبات وادراجها في السوق . فتعطل التداول على معظم اسهم ناسداك المكون من 2257 سهم . حتى انه اصاب برنامج التداول خطأ كارثي ليصبح سعر عرض بيع الاسهم اقل من سعر طلب الشراء . فتم تنفيذ عقود خاطئة نظرا لعدم قدرة الاجهزه الحاسوبية تحمل الكم الهائل من الطلبات.
في تلك اللحظات، ادرك المستثمرون والعامة ان السوق المالي في حاله شلل وهبوط حاد، مما ادى إلى انهم يقومون بتفيذ عمليات بيع لاجل تحقيق ارباح عبر short selling الذي ادى بالنهاية إلى ضغط اضافي على السوق المالي ليستمر بالهبوط بحلقة مفرغة لتتبخر السيولة في السوق المالي وتتعمق المشكلة.
انتشرت الاخبار حول العالم وادى ذلك إلى سحق الاسواق المالية المجاورة والأوروبية و الاسيوية وهبوطها بشكل متفاوت بين 25٪؜ إلى 50٪؜ .
كان للبنك الفيدرالي ( البنك المركزي الأمريكي) دور مهم جدا في وقف النزيف بالحلقة المفرغة. حيث قام بضخ سيوله بنفس اليوم بمليارات الدولارات عبر توفير السيولة للبنوك لاقراض جميع المؤسسات المالية والافراد بفائدة مخفضة جدا تقترب من الصفر ٪؜ ليقوموا بالشراء في السوق المالي لتتوقف عروض البيع وتزداد طلبات الشراء . حيث نجح البنك الفيدرالي بالنهاية بوقف النزيف وازداتت طلبات الشراء تدريجيا بحيث انه في اليوم التالي صعد مؤشر الداو جونز 102 نقاط وباليوم الذي يليه 186 نقطه .
تطلب الامر سنتين ليستعيد مؤشر الداو جونز مركزه بحلول شهر سبتمبر 1989.

### في بريطانيا
كانت الاسواق مغلقة بيوم الاثنين الاسود، حيث كانت تعاني بريطانيا في تلك الليله المشؤومة من «الاعصار الكبير» هو عباره عن اعصار هوائي مائي مدمر حيث كانت سرعه الهواء 217 كم في الساعة . بقي السوق المالي مغلق لعدة أيام وعند فتحه هبط السوق 23٪؜ بالمائة ولم يتصرف البنك المركزي البريطاني كما تصرف البنك الفيدرالي الأمريكي مما ادى إلى استمرار عمليات البيع لعدة أشهر ليهوي السوق المالي 36٪؜ . و لم يتعافى السوق المالي طيلة سنتين كاملتين . حتى نهاية عام 1989.

### في اليابان
سمي هذا اليوم بالثلاثاء الازرق . من جهة نظرا لفرق التوقيت ومن جهة أخرى كون الضرر لم يكن كما تضررت الولايات المتحدة . و ذلك ان فرق التوقيت اتاح لطوكيو وضع تدابير مالية في ساعات ما قبل فتح السوق المالي الباباني عبر اتباع نفس سياسة البنك الفيدرالي الأمريكي عبر ضخ سيوله هائله للبنوك لاقراض المؤسسات المالية والافراد بقروض ذلت فائدة شبه صفرية، حيث هبط السوق الياباني بالإجمال 14٪؜ فقط وتعافى السوق بالكامل خلال 5 أشهر .

## بعد الحادثة
تم تطوير انظمة حاسوبية متطوره جدا للسوق المالي عبر قنوات قطع الدوائر circuit breakers تمنع أي تجمد في تنفيذ العقود في حال تكررت نفس ظروف البيع الهائله لعام 1987. حيث تمت تجربة تلك الانظمة بفاعلية للمره الأولى بعد 33 سنة خلال جائجة كورونا في يوم 2020/3/18حيث يعتبر هذا اليوم من اسوأ الايام المالية حول العالم من هبوط في سوق الاسهم . هو الاسم المرتبط بالانهيار المفاجئ الحاد للاسواق العالمية . يسمى في نيوزيلندا واستراليا ( بالثلاثاء الاسود نظرا لفرق التوقيت ) .
 بدأ الانهيار في هونغ كونغ وانتشر غربا إلى أوروبا، ضاربا الولايات المتحدة بعد أن هبطت أسعار الأسواق الأخرى بهامش كبير، حيث هبط مؤشر داو جونز الصناعي 508 نقطة (22.61%). يشار إلى هذا اليوم في أستراليا بالثلاثاء الأسود وذلك بسبب فرق التوقيت.

## اقرأ أيضا
- أوبك بلس
- انهيار وول ستريت (1929)